# Estanislao Carullo
Estanislao Carullo (Argentina, 19 de octubre de 2000) es un jugador profesional argentino de rugby que se desempeña en la posición de pilar derecho en Pampas, equipo perteneciente a la liga Super Rugby Américas.

## Carrera
En 2019, Carullo pasó a ser parte de la Selección juvenil de rugby de Argentina, en la cual jugó hasta 2023. En 2024 se unió al equipo Pampas, disputando su primera temporada en la Super Rugby Américas.